# 迪士尼樂園、體驗與產品

華特迪士尼樂園及度假區時期標誌

迪士尼體驗（Disney Experiences），普遍稱迪士尼主题樂園（Disney Parks），前稱華特迪士尼樂園及度假區（Walt Disney Parks and Resorts）、華特迪士尼景點（Walt Disney Attractions）、迪士尼樂園、體驗與產品（Disney Parks, Experiences and Products）是華特迪士尼公司旗下三大主要事業之一，主要負責規劃設計、建造和管理公司所擁有的主題樂園和度假村，以及其他以家庭為主要客戶的休閒事業。華特迪士尼樂園及度假區在1971年佛羅里達州華特迪士尼世界的神奇王國開幕後成立。在2013年，華特迪士尼樂園及度假區旗下的主題樂園共接待了約1億3250萬名遊客，是全世界接待遊客數最多的主題樂園公司，領先第二名的默林娛樂。2018年3月，隨著迪士尼消費產品及互動媒體（Disney Consumer Products and Interactive Media）部門的併入，華特迪士尼樂園及度假區部門正式更名為迪士尼樂園、體驗與產品。2023年11月迪士尼樂園、體驗與產品部門更名為迪士尼體驗（Disney Experiences)。
迪士尼體驗的現任主席是喬許·達馬羅。達馬羅的直屬上司為迪士尼的執行長羅伯特·艾格。

## 營運或規劃中的迪士尼度假區

### 迪士尼樂園度假區
迪士尼樂園度假區於1955年7月17日開幕，是全球第1座迪士尼度假區，也是最經典的迪士尼度假區，因此被稱為“元祖迪士尼度假區”。此度假區位於美國加利福尼亞州阿納海姆；由華特迪士尼公司建設及營運，並且也是世界上游客人數第二多的迪士尼度假區，雖然是第二、但其遊客人數也是東京迪士尼的三倍有餘，它的銷售額則是世界第三。
樂園：
- 加州迪士尼主題樂園（Disneyland）
- 迪士尼加州冒險樂園（Disney California Adventure Park）

購物、飲食與娛樂複合設施：
- 迪士尼城中區特區（Downtown Disney）

酒店：
- 迪士尼樂園酒店（Disneyland Hotel）
- 迪士尼加州大飯店（Disney's Grand Californian Hotel & Spa）
- 皮克斯廣場飯店（Pixar Place Hotel）

### 華特迪士尼世界度假區
華特迪士尼世界度假區於1971年10月1日開幕，是全球第2座迪士尼度假區，也是最大的；其面積極其巨大、相當於一座小型都市，是美國紐約曼哈頓的兩倍。此度假區是世界上人數第一名的度假區和主題樂園，總體消費則是第二名。它位於美國佛羅里達州；由華特迪士尼公司建設及營運。
陆上樂園：
- 神奇王國（Magic Kingdom）
- Epcot
- 迪士尼好萊塢夢工厂（Disney's Hollywood Studios）
- 迪士尼動物王國（Disney's Animal Kingdom）

水上樂園：
- 迪士尼暴風灘（英语：Disney's Blizzard Beach）（Bizzard Beach）
- 迪士尼颱風湖（Typhoon Lagoon）

體育場館：
- ESPN Wide World of Sports Complex

購物、飲食與娛樂複合設施：
- 迪士尼之泉（Disney Springs）

酒店：
- 迪士尼動物王國旅館（Disney's Animal Kingdom Lodge）
- 迪士尼佛州大酒店（Disney's Grand Floridian Resort & Spa）
- 迪士尼當代度假酒店（Disney's Contemporary Resort）
- 迪士尼玻里尼西亞度假酒店（Disney's Polynesian Resort）
- 迪士尼奧爾良河畔度假酒店（Disney's Port Orleans Resort）
- 迪士尼莎拉多嘉泉度假酒店（Disney's Saratoga Springs Resort & Spa）
- 迪士尼老基韋斯特島度假酒店（Disney's Old Key West Resort）
- 迪士尼加勒比海海灘度假酒店（Disney's Caribbean Beach Resort）
- 迪士尼濱海大道度假酒店（Disney's BoardWalk Resort）
- 迪士尼海灘俱樂部度假酒店（Disney's Beach Club Resort）
- 迪士尼遊艇俱樂部度假酒店（Disney's Yacht Club Resort）
- 迪士尼科羅拉多泉度假酒店（Disney's Coronado Springs Resort）
- 迪士尼流行世紀度假酒店（Disney's Pop Century Resort）
- 迪士尼全明星電影度假酒店（Disney's All-Star Movies Resort）
- 迪士尼全明星音樂度假酒店（Disney's All-Star Music Resort）
- 迪士尼全明星體育度假酒店（Disney's All-Star Sports Resort）
- 迪士尼動畫藝術度假酒店（Disney's Art of Animation Resort）
- 迪士尼荒野旅館（Disney's Wilderness Lodge）
- 迪士尼荒野堡壘度假村與露營場（Disney's Fort Wilderness Resort & Campground）
- 華特迪士尼世界度假村金色橡樹（Golden Oak at Walt Disney World Resort）
- 華特迪士尼世界天鵝精品酒店 - 由傲途格精選酒店營運（Walt Disney World Swan Reserve）
- 華特迪士尼世界天鵝 - 由威斯汀酒店營運（Walt Disney World Swan）
- 華特迪士尼世界海豚 – 由喜來登酒店營運（Walt Disney World Dolphin）

### 東京迪士尼度假區
東京迪士尼度假區於1983年4月15日開幕，第一個美國以外的遊樂園，並是全球第3座迪士尼度假區。此度假區雖然名字叫做“東京”迪士尼，但其實它的所有設施都在於日本千葉縣浦安市舞濱。東京迪士尼度假是世界上唯一一個由華特迪士尼公司建造，但是經營和管理完完全全交由Oriental Land公司的迪士尼度假區。東京迪士尼的遊客人數不及美國的元祖迪士尼和奧蘭多迪士尼，但是世界上最賺錢的迪士尼度假區和樂園。
歸功于運營初期成功的市場策略，在日本迪士尼的形象深入人心。日本人對迪士尼的崇拜有如伊斯蘭教徒朝聖，大部分日本人把前往迪士尼樂園游玩視爲最重要的娛樂活動之一，每個月都訪問迪士尼度假區的游客大有人在。旅客除了會在此約會之外，亦喜歡購買伴手禮和各種頭飾或衣服來裝飾自己。而美國本地遊客則較少購買副產品，大多是純粹為了遊樂才會去迪士尼。
樂園：
- 東京迪士尼樂園（東京ディズニーランド）
- 東京迪士尼海洋（東京ディズニーシー）

購物中心：
- 伊克斯皮兒莉
- 旅途愉快

酒店：
- 迪士尼大使大飯店
- 東京迪士尼海洋觀海景酒店
- 東京迪士尼樂園酒店
- 東京迪士尼樂祥飯店
- 東京迪士尼玩具總動員酒店

渡假區內的交通方式：
- 迪士尼渡假區線是將渡假區內各大設施連結在一起的單軌電車
- 迪士尼渡假區巡遊巴士是往返渡假區內各大飯店及兩個主題樂園

交通：
- 武藏野線舞濱站是JR京葉線及武藏野線
- 浦安出入口是首都高速道路灣岸線

### 巴黎迪士尼樂園度假區
巴黎迪士尼樂園度假區於1992年4月12日開幕，是全球第4座迪士尼度假區。此度假區位於法國巴黎Marne-la-Vallée；由Euro Disney S.C.A.建設及營運，也是世界上第二大的迪士尼度假區、即使是第二大面積也在其他迪士尼度假區的至少4倍以上。這座度假區雖然名義上是屬於華特迪士尼公司，但股權其實都是握在中東的石油商人手中、和日本迪士尼一樣不是迪士尼總公司直接經營的，直到2017年迪士尼才收回所有股權。
樂園：
- 巴黎迪士尼樂園（Parc Disneyland）
- 華特迪士尼影城（Parc Walt Disney Studios）

購物中心：
- 迪士尼鄉村小鎮

運動場館：
- 高爾夫迪士尼樂園

酒店：
- 迪士尼樂園酒店
- 迪士尼紐約–漫威藝術酒店
- 迪士尼新港灣俱樂部酒店
- 迪士尼紅杉度假酒店
- 迪士尼夏延酒店
- 迪士尼聖達菲酒店
- 迪士尼大衛·克拉克牧場酒店

交通：
- 马恩拉瓦莱-谢西站是大區快鐵A線A4分支的终点站以及TGV和少量欧洲之星高速列车的车站。

### 香港迪士尼樂園度假區
香港迪士尼樂園度假區於2005年9月12日開幕，是全球第5座迪士尼度假區，亦是迪士尼在大中華地區的首個迪士尼樂園度假區。以面積而言，曾經是世界上最小的迪士尼度假區。此度假區位於香港新界大嶼山竹篙灣，由香港國際主題樂園有限公司建設及營運。度假區分兩期，第一期正逐步擴建，並暫時建有三座迪士尼主題酒店。另外，位於第一期旁邊的度假區第二期用地早已填海完成，另外預留該處以東海域作第三期填海用途。
樂園：
- 香港迪士尼樂園

度假設施：
- 迪欣湖活動中心

酒店：
- 香港迪士尼樂園酒店
- 迪士尼荷里活酒店
- 迪士尼探索家度假酒店

交通：
- 港鐵迪士尼綫迪士尼站
- 迪士尼碼頭

### 上海迪士尼度假區
上海迪士尼度假區於2016年6月16日開幕，是全球第6座迪士尼度假區。此度假區位於中國上海市浦東新區，上海迪士尼度假區也是上海國際旅遊度假區的一個核心組成部分。這是中國內地的第一座、大中華地區第二座、亞洲的第三座迪士尼度假主題樂園，也是全球面積第二大、全亞洲面積最大的一座迪士尼樂園，度假區則是全球第三大、亞洲最大。上海迪士尼樂園擁有眾多獨有的特色的景點和遊樂項目，并設計了相關的“中國風”元素吸引海內外遊客。
樂園：
- 上海迪士尼樂園

購物中心：
- 迪士尼小鎮

饭店：
- 上海迪士尼樂園酒店
- 迪士尼玩具总动员酒店

交通：
- 營運中的上海地鐵11號線與规划中的上海地鐵21号线迪士尼站。

### 阿布達比迪士尼度假區
目前尚在規劃階段，地址位於阿拉伯聯合大公國首都阿布達比的亞斯島上。

## 迪士尼郵輪
船隊(總數13艘)：
- 迪士尼魔法號
- 迪士尼奇妙號（英语：Disney Wonder）
- 迪士尼夢想號
- 迪士尼幻想號
- 迪士尼願望號
- 迪士尼寶藏號（英语：Disney Treasure）

資產：
- 漂流島
- 燈塔角瞭望灣（英语：Lookout Cay at Lighthouse Point）

## 其他設施
- 四間迪士尼世界商店，由旗下的樂園及度假區周邊商品部門營運管理。
- 迪士尼假期俱樂部（英语：Disney Vacation Club），一種分时度假的計畫，參與的主題度假區設施包括迪士尼樂園度假區、華特迪士尼世界度假區、香港迪士尼樂園度假區，以及迪士尼奧拉尼度假區、迪士尼希爾頓黑德島度假區和迪士尼維羅海灘度假區。
- 迪士尼冒險（英语：Adventures by Disney），一種整合式的團體旅遊行程，目的地為全世界非迪士尼營運的觀光城市和景點。
- 国家地理探索，一種以科普教育為主的整合式團體旅遊行程，目的地為全世界非迪士尼營運的觀光城市和景點。
- 金色橡木社區，一個位於華特迪士尼世界度假區內的高端社區。
- Storyliving by Disney（英语：Storyliving by Disney），一個社區開發部門，以開發基於迪士尼元素的住戶社區為主要業務。

## 執行管理層
- 華特迪士尼樂園及度假區 主席 – 托马斯·O·斯塔格斯（英语：Thomas O. Staggs）
  - 美國和法國華特迪士尼樂園及度假區 營運總裁 - Meg Crofton
    - 迪士尼樂園度假區 總裁  – Michael Colglazier
      - 迪士尼樂園度假區 資深副總裁 – Michael O'Grattan
        - 迪士尼樂園 副總裁 – Jon Storbeck
        - 迪士尼加州冒險樂園 副總裁 – Mary Niven
        - 迪士尼市中心特區、迪士尼樂園酒店 副總裁 – Daniel Delcourt

    - 華特迪士尼世界度假村 總裁 – George Kalogridis
      - 華特迪士尼世界度假村 資深營運與次世代體驗副總裁 – Jim MacPhee
        - 神奇王國 副總裁 – Phil Holmes
        - 愛波卡特 副總裁 – Erin Youngs
        - 迪士尼好萊塢夢工廠 副總裁 – Dan Cockerell
        - 迪士尼動物王國 副總裁 – Josh D'Amaro
        - 迪士尼飲食娛樂購物區和迪士尼運動企業 副總裁 – Tom Wolber
        - 度假區營運副總裁 – Kevin Meyers
        - 運輸營運與維護副總裁 – Jim Vendur
        - 迪士尼景點公司、全球行銷副總裁 – Greg Albrecht

    - 巴黎迪士尼樂園 主席和執行長（Euro Disney SCA） – Philippe Gas
      - 巴黎迪士尼樂園 資深營運總裁 – 李泰京（韩国艺人）
      - 巴黎迪士尼樂園 資深營運副總裁 – Joe Schott

  - 亞洲華特迪士尼樂園及度假區 總裁和營運總監 – 安明智
    - 香港迪士尼度假區 管理總監 – 劉永基
      - 銷售及酒店營運副總裁  –  Terruce Wang
      - 首席財務總監 - Mariam Im

    - 東京迪士尼度假區（Oriental Land） 主席和執行長 – 加賀見俊夫
      - 東京迪士尼度假區（Oriental Land） 總裁和營運總指揮 – 上西京一郎
      - 日本迪士尼景點（Walt Disney Attractions Japan）總裁 – Nick Franklin
        - 日本迪士尼景點 副總裁和執行管理總監 – Dave Vermeulen

  - 迪士尼郵輪公司、迪士尼探險和新假期營運 總裁 – Karl Holz
    -       - 迪士尼郵輪公司 資深營運副總裁 – Anthony Connelly
      - 迪士尼假期俱樂部和迪士尼探險 資深副總裁 - Ken Potrock

  - 華特迪士尼幻想工程 創意總執行長 – Bruce Vaughn
  - 華特迪士尼幻想工程 創意副執行長 – 李泰京（韩国艺人）
  - 華特迪士尼幻想工程 設計與計劃進行總執行長 – Craig Russell
  - 保育與環境永續 資深副總裁 – Jerry Montgomery
  - 全球體育企業 資深副總裁 – Ken Potrock
  - 企業責任 資深副總裁 – Kerry Chandler
  - 營收管理與分析 資深副總裁- Kevin Lansberry
  - 人力資源、多樣性和包容 執行副總裁 – Jayne Parker
  - 公共關係 執行副總裁 – Kristin Nolt Wingard
  - 總財務長 執行副總裁 – Spencer Neumann
  - 全球行銷與銷售 執行副總裁 – Leslie Ferraro
  - 經營整合與營收管理 資深副總裁 – Erin Wallace
  - 國際開發 執行副總裁 – Mike Crawford
  - 新事業發展與次世代體驗 執行副總裁 – Nick Franklin
  - 資深副總裁 總資訊官 – Tilak Mandadi

## 外部連結
- 官方网站
- 官方博客